# Дорфлінген
Дорфлінген (нім. Dörflingen) — громада  в Швейцарії в кантоні Шаффгаузен, округ Раят.

## Географія
Громада розташована на відстані близько 130 км на північний схід від Берна, 7 км на схід від Шаффгаузена.
Дорфлінген має площу 5,8 км², з яких на 8,8% дозволяється будівництво (житлове та будівництво доріг), 61,9% використовуються в сільськогосподарських цілях, 28% зайнято лісами, 1,2% не є продуктивними (річки, льодовики або гори).

## Демографія
2019 року в громаді мешкало 1031 особа (+20,3% порівняно з 2010 роком), іноземців було 19,8%. Густота населення становила 177 осіб/км².
За віковим діапазоном населення розподілялося таким чином: 19% — особи молодші 20 років, 60,5% — особи у віці 20—64 років, 20,5% — особи у віці 65 років та старші. Було 422 помешкань (у середньому 2,4 особи в помешканні).
Із загальної кількості 267 працюючих 57 було зайнятих в первинному секторі, 92 — в обробній промисловості, 118 — в галузі послуг.